# Paul Johannes Rée
Paul Johannes Rée (* 13. März 1858 in Hamburg; † 24. November 1918 in Nürnberg) war ein deutscher Kunsthistoriker.

## Leben
Nach der Schulzeit in Hamburg studierte er zunächst am Polytechnikum in Stuttgart, dann ab 1881 Kunstgeschichte, Klassische Archäologie und Philosophie in Bonn, Berlin und zuletzt in Leipzig, wo er 1881 promoviert wurde. Von 1885 bis 1888 war er Assistent am Germanischen Nationalmuseum, von 1888 bis 1918 Sekretär und Bibliothekar am Bayerischen Gewerbemuseum in Nürnberg. Daneben unterrichtete er von 1886 bis 1902 auch als Dozent für Kunstgeschichte und Geschichte der technischen Künste an der Kunstgewerbeschule Nürnberg und erhielt 1902 den Titel Professor verliehen.

## Veröffentlichungen (Auswahl)
- Peter Candid. Sein Leben und seine Werke. Seemann, Leipzig 1885 (Dissertation).
- Wanderungen durch das alte Nürnberg. 1889.
- Nürnberg. Entwickelung seiner Kunst bis zum Ausgange des 18. Jahrhunderts. Seemann, Leipzig 1900.
  - 3. vermehrte und verbesserte Auflage. Seemann, Leipzig 1907.
  - 4. verbesserte Auflage. Seemann, Leipzig 1918.
- Dürer. Neun farbige Wiedergaben seiner Hauptwerke. Mit einer Darstellung seines Wirkens. Seemann, Leipzig 1915.